# Ladona deplanata
Ladona deplanata – gatunek ważki z rodziny ważkowatych (Libellulidae). Występuje we wschodniej połowie USA – od stanów Kansas, Iowa, Illinois i New Hampshire na południe po Florydę i Teksas.